# Alps Tour
De Alps Tour is een internationaal wedstrijdcircuit voor golfprofessionals. De Alps Tour is vergelijkbaar met de PGA EuroPro Tour in Groot-Brittannië en Ierland, de Nordic League in de Scandinavische landen en de EPD Tour in centraal Europa.
Het circuit is in 2001 opgericht door Frankrijk, Italië, Oostenrijk en Zwitserland, de organisatie is in handen van de Alps Tour Golf Association in Frankrijk. Het doel is om spelers ervaring te laten opdoen voordat ze op de Europese Challenge Tour komen. De topspelers mogen Stage 1 van de Tourschool overslaan.
In 2010 werden twintig toernooien in zeven verschillende landen gespeeld. De Alps Tour heeft ongeveer 600 leden die uit 22 verschillende landen komen. Per toernooi kunnen 132 spelers meedoen. De toernooien duren drie of vier dagen. Na twee dagen is er een cut waarna de beste veertig spelers en ties verder mogen.

## Deelnemende landen
- Frankrijk sinds 2001
- Italië sinds 2001
- Zwitserland sinds 2001
- Marokko sinds 2004
- België sinds 2008
- Slovenië sinds 2008
- Tsjechië sinds 2008
- Spanje sinds 2009
- Egypte sinds 2013

## Order of Merit
| Jaar | Speler             | Punten    | Info              |
| ---- | ------------------ | --------- | ----------------- |
| 2003 | Emmanuele Lattanzi | 25.856,88 |                   |
| 2004 | Andrea Maestroni   | 28.334,80 |                   |
| 2005 | Cédric Menut       | 28.334,80 |                   |
| 2006 | François Calmels   | 32.817,50 |                   |
| 2007 | Julien Quesne      | 37.715,66 | Volledige Uitslag |
| 2008 | Julien Grillon     | 31.045,40 | Volledige Uitslag |
| 2009 | Andrea Perrino     | 48.285,33 | Volledige Uitslag |
| 2010 | Matteo Delpodio    | 44.631,61 | Volledige Uitslag |
| 2011 | Guillaume Cambis   | 30.123,83 | Volledige Uitslag |
| 2012 | Gareth Shaw        | 34.545,37 | Volledige Uitslag |
| 2013 | Jason Palmer       | 36.660,30 | Volledige Uitslag |
| 2014 | Nino Bertasio      | 31.994,20 | Volledige Uitslag |

Toen na enkele jaren de Alps Tour een succes bleek te zijn, werd afgesproken dat de beste vier spelers aan het einde van het jaar naar de Challenge Tour zouden promoveren, tegenwoordig zijn het de beste vijf spelers.

## Qualifying School
Om deel te mogen nemen aan het circuit moet de speler zich in het najaar kwalificeren voor het volgende seizoen. Dit gebeurt op de Q-school. In 2012 deden 236 spelers mee aan de Tourschool, in 2014 262.